# Gran Premio motociclistico di Germania 2009
Il Gran Premio motociclistico di Germania 2009 corso il 19 luglio, è stato il nono Gran Premio della stagione 2009 e ha visto vincere: Valentino Rossi in MotoGP, Marco Simoncelli nella classe 250 e Julián Simón nella classe 125.

## MotoGP

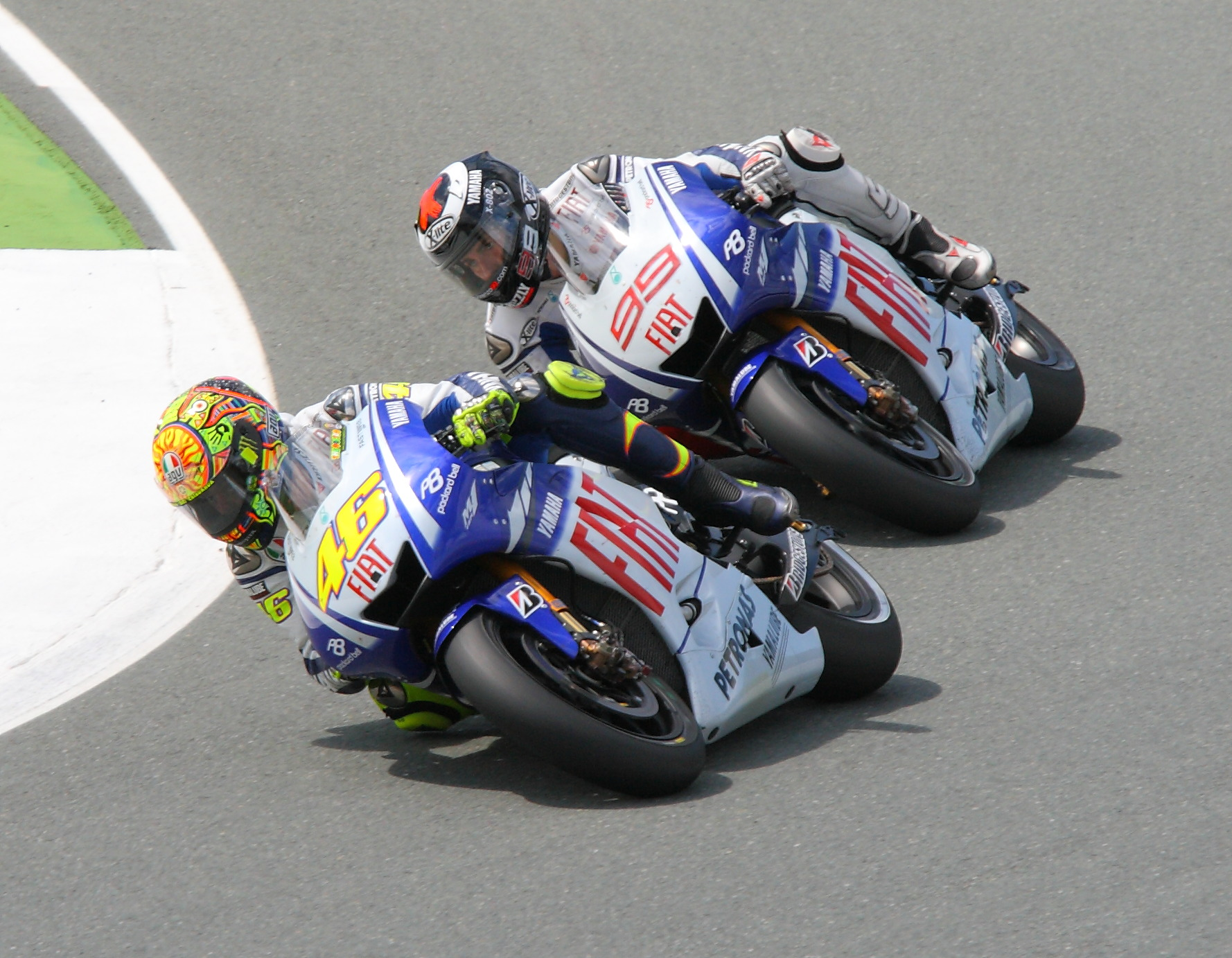
Rossi e Lorenzo, i due piloti del team Fiat Yamaha sono giunti al primo ed al secondo posto nella gara della classe MotoGP

### Arrivati al traguardo
| Pos | Nº | Pilota          | Squadra                 | Motocicletta | Giri | Tempo     | Griglia | Punti |
| --- | -- | --------------- | ----------------------- | ------------ | ---- | --------- | ------- | ----- |
| 1   | 46 | Valentino Rossi | Fiat Yamaha             | Yamaha       | 30   | 41:21.769 | 1       | 25    |
| 2   | 99 | Jorge Lorenzo   | Fiat Yamaha             | Yamaha       | 30   | +0.099    | 2       | 20    |
| 3   | 3  | Dani Pedrosa    | Repsol Honda            | Honda        | 30   | +2.899    | 8       | 16    |
| 4   | 27 | Casey Stoner    | Ducati Marlboro         | Ducati       | 30   | +10.226   | 3       | 13    |
| 5   | 15 | Alex De Angelis | San Carlo Honda Gresini | Honda        | 30   | +21.522   | 5       | 11    |
| 6   | 24 | Toni Elías      | San Carlo Honda Gresini | Honda        | 30   | +30.852   | 17      | 10    |
| 7   | 33 | Marco Melandri  | Hayate Racing           | Kawasaki     | 30   | +31.301   | 13      | 9     |
| 8   | 69 | Nicky Hayden    | Ducati Marlboro         | Ducati       | 30   | +31.726   | 4       | 8     |
| 9   | 5  | Colin Edwards   | Monster Yamaha Tech 3   | Yamaha       | 30   | +32.865   | 7       | 7     |
| 10  | 52 | James Toseland  | Monster Yamaha Tech 3   | Yamaha       | 30   | +43.926   | 14      | 6     |
| 11  | 65 | Loris Capirossi | Rizla Suzuki            | Suzuki       | 30   | +57.375   | 9       | 5     |
| 12  | 88 | Niccolò Canepa  | Pramac Racing           | Ducati       | 30   | +1:00.539 | 15      | 4     |
| 13  | 7  | Chris Vermeulen | Rizla Suzuki            | Suzuki       | 30   | +1:03.645 | 12      | 3     |
| 14  | 36 | Mika Kallio     | Pramac Racing           | Ducati       | 30   | +1:04.155 | 10      | 2     |
| 15  | 41 | Gábor Talmácsi  | Scot Racing             | Honda        | 29   | +1 giro   | 16      | 1     |

### Ritirati
| Nº | Pilota           | Squadra      | Motocicletta | Giri | Griglia |
| -- | ---------------- | ------------ | ------------ | ---- | ------- |
| 4  | Andrea Dovizioso | Repsol Honda | Honda        | 25   | 11      |
| 14 | Randy de Puniet  | LCR Honda    | Honda        | 0    | 6       |

## Classe 250
La gara prevedeva originariamente 29 giri, ma a causa della forte pioggia abbattutasi sul circuito, la gara è stata prima sospesa sventolando la bandiera rossa e poi fatta ripartire, riducendola a 19 giri.

### Arrivati al traguardo
| Pos | Nº | Pilota            | Squadra                     | Motocicletta | Giri | Tempo     | Griglia | Punti |
| --- | -- | ----------------- | --------------------------- | ------------ | ---- | --------- | ------- | ----- |
| 1   | 58 | Marco Simoncelli  | Metis Gilera                | Gilera       | 19   | 27:11.034 | 1       | 25    |
| 2   | 6  | Alex Debón        | Aeropuerto-Castello-Blusens | Aprilia      | 19   | +0.479    | 7       | 20    |
| 3   | 19 | Álvaro Bautista   | Mapfre Aspar                | Aprilia      | 19   | +0.528    | 3       | 16    |
| 4   | 4  | Hiroshi Aoyama    | Scot Racing                 | Honda        | 19   | +0.866    | 4       | 13    |
| 5   | 40 | Héctor Barberá    | Pepe World Team             | Aprilia      | 19   | +1.260    | 2       | 11    |
| 6   | 55 | Héctor Faubel     | Honda SAG                   | Honda        | 19   | +5.972    | 8       | 10    |
| 7   | 41 | Aleix Espargaró   | Balatonring Team            | Aprilia      | 19   | +8.721    | 9       | 9     |
| 8   | 12 | Thomas Lüthi      | Emmi - Caffe Latte          | Aprilia      | 19   | +8.762    | 11      | 8     |
| 9   | 35 | Raffaele De Rosa  | Scot Racing                 | Honda        | 19   | +19.176   | 17      | 7     |
| 10  | 15 | Roberto Locatelli | Metis Gilera                | Gilera       | 19   | +27.950   | 14      | 6     |
| 11  | 25 | Alex Baldolini    | WTR San Marino              | Aprilia      | 19   | +29.601   | 12      | 5     |
| 12  | 52 | Lukáš Pešek       | Auto Kelly - CP             | Aprilia      | 19   | +38.299   | 13      | 4     |
| 13  | 48 | Shōya Tomizawa    | CIP Moto - GP250            | Honda        | 19   | +51.940   | 18      | 3     |
| 14  | 16 | Jules Cluzel      | Matteoni Racing             | Aprilia      | 19   | +52.919   | 15      | 2     |
| 15  | 8  | Bastien Chesaux   | Racing Team Germany         | Honda        | 19   | +1:06.786 | 23      | 1     |
| 16  | 7  | Axel Pons         | Pepe World Team             | Aprilia      | 19   | +1:20.573 | 24      |       |
| 17  | 54 | Toby Markham      | C&L Racing                  | Aprilia      | 18   | +1 giro   | 22      |       |
| 18  | 10 | Imre Tóth         | Toth Aprilia                | Aprilia      | 18   | +1 giro   | 19      |       |
| 19  | 66 | Joakim Stensmo    | Nordgren Racing             | Honda        | 17   | +2 giri   | 25      |       |
| 20  | 53 | Valentin Debise   | CIP Moto - GP250            | Honda        | 15   | +4 giri   | 21      |       |

### Ritirati
| Nº | Pilota          | Squadra                 | Motocicletta | Giri | Griglia |
| -- | --------------- | ----------------------- | ------------ | ---- | ------- |
| 75 | Mattia Pasini   | Toth Aprilia            | Aprilia      | 16   | 6       |
| 63 | Mike Di Meglio  | Mapfre Aspar            | Aprilia      | 16   | 10      |
| 17 | Karel Abraham   | Cardion AB Motoracing   | Aprilia      | 8    | 5       |
| 56 | Vladimir Leonov | Viessmann Kiefer Racing | Aprilia      | 0    | 20      |

### Non partito
| Nº | Pilota              | Squadra            | Motocicletta | Griglia |
| -- | ------------------- | ------------------ | ------------ | ------- |
| 14 | Ratthapark Wilairot | Thai Honda PTT SAG | Honda        | 16      |

### Non qualificati
| Nº | Pilota        | Squadra                  | Motocicletta |
| -- | ------------- | ------------------------ | ------------ |
| 67 | Robin Halen   | Promotion Scandinavia AB | Aprilia      |
| 65 | Marcel Becker | Yamaha Road Racing       | Yamaha       |

## Classe 125

### Arrivati al traguardo
| Pos | Nº | Pilota               | Squadra                 | Motocicletta | Giri | Tempo     | Griglia | Punti |
| --- | -- | -------------------- | ----------------------- | ------------ | ---- | --------- | ------- | ----- |
| 1   | 60 | Julián Simón         | Bancaja Aspar           | Aprilia      | 27   | 39'57.337 | 1       | 25    |
| 2   | 33 | Sergio Gadea         | Bancaja Aspar           | Aprilia      | 27   | +9.415    | 14      | 20    |
| 3   | 6  | Joan Olivé           | Derbi Racing            | Derbi        | 27   | +17.559   | 12      | 16    |
| 4   | 18 | Nicolás Terol        | Jack & Jones Team       | Aprilia      | 27   | +17.587   | 5       | 13    |
| 5   | 44 | Pol Espargaró        | Derbi Racing            | Derbi        | 27   | +19.740   | 19      | 11    |
| 6   | 11 | Sandro Cortese       | Ajo Interwetten         | Derbi        | 27   | +20.778   | 15      | 10    |
| 7   | 29 | Andrea Iannone       | Ongetta Team I.S.P.A.   | Aprilia      | 27   | +20.908   | 22      | 9     |
| 8   | 99 | Danny Webb           | Degraaf Grand Prix      | Aprilia      | 27   | +38.221   | 17      | 8     |
| 9   | 77 | Dominique Aegerter   | Ajo Interwetten         | Derbi        | 27   | +38.434   | 23      | 7     |
| 10  | 71 | Tomoyoshi Koyama     | Loncin Racing           | Loncin       | 27   | +40.085   | 13      | 6     |
| 11  | 35 | Randy Krummenacher   | Degraaf Grand Prix      | Aprilia      | 27   | +44.127   | 33      | 5     |
| 12  | 78 | Marcel Schrötter     | Toni - Mang Team        | Honda        | 27   | +45.051   | 4       | 4     |
| 13  | 39 | Luis Salom           | Jack & Jones Team       | Aprilia      | 27   | +59.604   | 30      | 3     |
| 14  | 16 | Cameron Beaubier     | Red Bull KTM Moto Sport | KTM          | 27   | +1:18.157 | 28      | 2     |
| 15  | 79 | Daniel Kartheininger | Freudenberg Racing      | Honda        | 27   | +1:20.825 | 26      | 1     |
| 16  | 93 | Marc Márquez         | Red Bull KTM Moto Sport | KTM          | 27   | +1:25.137 | 3       |       |
| 17  | 7  | Efrén Vázquez        | Derbi Racing            | Derbi        | 27   | +1:30.427 | 8       |       |
| 18  | 69 | Lukáš Šembera        | Matteoni Racing         | Aprilia      | 27   | +1:30.528 | 20      |       |
| 19  | 53 | Jasper Iwema         | Racing Team Germany     | Honda        | 26   | +1 giro   | 11      |       |
| 20  | 32 | Lorenzo Savadori     | Fontana Racing          | Aprilia      | 26   | +1 giro   | 25      |       |
| 21  | 76 | Toni Finsterbusch    | Freudenberg Racing      | Honda        | 26   | +1 giro   | 29      |       |
| 22  | 80 | Damien Raemy         | RBS - Honda Racing      | Honda        | 26   | +1 giro   | 35      |       |
| 23  | 14 | Johann Zarco         | WTR San Marino          | Aprilia      | 26   | +1 giro   | 34      |       |
| 24  | 87 | Luca Marconi         | CBC Corse               | Aprilia      | 26   | +1 giro   | 32      |       |

### Ritirati
| Nº | Pilota           | Squadra                 | Motocicletta | Giri | Griglia |
| -- | ---------------- | ----------------------- | ------------ | ---- | ------- |
| 45 | Scott Redding    | Blusens Aprilia         | Aprilia      | 19   | 24      |
| 17 | Stefan Bradl     | Viessmann Kiefer Racing | Aprilia      | 18   | 16      |
| 73 | Takaaki Nakagami | Ongetta Team I.S.P.A.   | Aprilia      | 17   | 7       |
| 24 | Simone Corsi     | Fontana Racing          | Aprilia      | 16   | 9       |
| 94 | Jonas Folger     | Ongetta Team I.S.P.A.   | Aprilia      | 15   | 21      |
| 88 | Michael Ranseder | CBC Corse               | Aprilia      | 8    | 10      |
| 8  | Lorenzo Zanetti  | Ongetta Team I.S.P.A.   | Aprilia      | 6    | 18      |
| 81 | Eeki Kuparinen   | Ajo Motorsport Jr.      | Honda        | 3    | 31      |
| 38 | Bradley Smith    | Bancaja Aspar           | Aprilia      | 3    | 2       |
| 12 | Esteve Rabat     | Blusens Aprilia         | Aprilia      | 1    | 27      |
| 5  | Alexis Masbou    | Loncin Racing           | Loncin       | 1    | 6       |

### Non qualificato
| Nº | Pilota      | Squadra   | Motocicletta |
| -- | ----------- | --------- | ------------ |
| 10 | Luca Vitali | CBC Corse | Aprilia      |